# Макартур (Канберра)
Макртур (англ. Macarthur) — район Австралийской столичной территории, Австралия, входит в округ Таггеранонг. 
Район назван в честь Джона Макартура. Об образовании района было объявлено 22 марта 1982 года, а заселён он был в 1983 году. Территориальная единица имеет площадь 1,27 км².
По данным переписи 2016 года, население района составляет 1427 человек. Средний возраст жителей района составляет 39 лет, при этом средний возраст жителей АСТ в целом составляет 35 лет.